# 2014年7月逝世人物列表
2014年逝世人物列表：1月 - 2月 - 3月 - 4月 - 5月 - 6月 - 7月 - 8月 - 9月 - 10月 - 11月 - 12月
2014年7月逝世人物列表，是用于汇总2014年7月期间逝世人物的列表。

## 依日期排序

### 31日
- 周志坤，61岁，国标舞大师，曾任《舞动奇迹》评委。[1]
- 深津篤史（日語：深津 篤史），46歲，日本劇作家與舞台劇演員。[2]
- 弗朗齐歇克·贡谢尼察·格龙（波蘭語：Franciszek Gąsienica Groń），82歲，波蘭奧運滑雪選手。[3]
- 肯尼·愛爾蘭（Kenny Ireland），68歲，蘇格蘭演員，死於腦癌。[4]
- 金·羅博（King Robbo），44歲，英國地下塗鴉藝術家，死於頭部損傷的併發症。[5]
- 麥古·拉甲，83歲，印度演員。[6]

### 30日
- 王守武，95岁，中国半导体器件物理学家，中国科学院院士。[7]
- 居玛·塔伊尔大毛拉（維吾爾語：جۈمە تاھىر‎），74歲，新疆宗教界人士，喀什市艾提尕爾清真寺伊瑪目（主持），遇刺身亡。[8]
- 胡利奧·格隆多納（西班牙語：Julio Grondona），82歲，阿根廷足球高層，前阿根廷足球協會主席，死於主動脈瘤。[9]
- 曼尼·羅斯（Manny Roth），95歲，美國夜總會老闆。[10]（死亡發現日期）
- 尼尼·斯托爾滕貝格（挪威語：Nini Stoltenberg），51歲，挪威電視名人。[11]
- 迪克·華格納（Dick Wagner），71歲，美國搖滾結他手，心臟手術時肺部受感染而死。[12]
- 山田昭男（日語：山田 昭男），82歲，日本企業家（未來工業（日语：未来工業））。死於多重器官衰竭。[13]
- 羅伯特·德魯（Robert Drew），90歲，美國電影和紀錄片製作人。[14]
- 哈倫·法羅基（德語：Harun Farocki），70歲，德國電影製片人。[15]
- 彼得·霍爾爵士（Sir Peter Hall），82歲，英國城市規劃師、學者、政府顧問和作家。[16]
- 迪克·史密斯（Dick Smith），92歲，美國特效化妝師。[17]
- 達吾提·麥合蘇提，88歲，新疆庫車回部世襲王爺第12代繼承人，中國最後的世襲王爺。[18]

### 29日
- M·卡德威爾·巴特勒（M. Caldwell Butler），89歲，美國政治人物，前美国众议院弗吉尼亞州第六國會選區（英语：Virginia's 6th congressional district）代表議員與弗吉尼亚州众议院議員。[19]
- 喬·R·卡瓦阿尼（Jon R. Cavaiani），70歲，美國士官和戰俘，荣誉勋章受獎者。[20]
- 喬吉奧·加斯利尼（義大利語：Giorgio Gaslini），84歲，意大利鋼琴家和作曲家，死於跌倒後的併發症。[21]
- 瑪麗亞·安東尼亞·伊格萊西亞斯（西班牙語：María Antonia Iglesias），69歲，西班牙作家和記者。[22]
- 席克·奧馬爾·汗（Sheik Umar Khan），38歲，塞拉利昂醫生，伊波拉病毒疫情首席病毒學家，死於埃博拉出血热。[23]
- 傑斯·彼得（匈牙利語：Kiss Péter），55歲，匈牙利政治人物，前匈牙利国会議員。[24]
- 西奧多·范·柯克（Theodore Van Kirk），93歲，美國軍方官員，艾諾拉·蓋號轟炸機最後倖存的機組成員，曾在廣島投下原子彈。[25]
- 富原忠夫（日語：富原 忠夫），60歲，日本競輪賽選手，前日本自行車競技聯盟（日语：日本自転車競技連盟）會長。死於直腸癌。[26]
- 谭文瑞，92歲，《人民日報》前總編輯、《告台湾同胞书》共同起草者。[27]

### 28日
- 瑪戈特·阿德勒（Margot Adler），68歲，美國記者（全國公共廣播電台）、廣播電台主播和作家，死於子宮內膜癌。[28]
- 阿歷斯·福布斯（Alex Forbes），89歲，蘇格蘭足球運動員（蘇格蘭足球代表隊）。[29]（死亡發現日期）
- 托林·勞倫斯（Torrin Lawrence），25歲，美國田徑運動員，死於交通意外。[30]
- 阿圖羅·格茨（西班牙語：Arturo Goetz），70歲，阿根廷演員。[31]
- 保羅·D·麥克格文（Paul D. McGowan），67歲，美國政治人物，前缅因州众议院議員。[32]
- 詹姆斯·繁田（James Shigeta），81歲，日本裔美國演員（終極警探）。[33]
- 莫里斯·史蒂文森（Morris Stevenson），71歲，蘇格蘭足球運動員（格里诺克慕顿）。[34]（死亡發現日期）
- 蘇懷仁，65歲，旅美台灣生技專家，曾任羅氏藥廠副總裁，參與克流感開發。[35]

### 27日
- 華萊士·瓊斯（Wallace Jones），88歲，美國籃球運動員（印第安纳波利斯奥林匹亚）。[36]
- 方濟各·馬爾基薩諾（義大利語：Francesco Marchisano），85歲，意大利樞機。[37]
- 保羅·謝爾（Paul Schell），76歲，美國政治人物，前西雅圖市長。[38]
- 理察·鮑特爵士（Sir Richard Bolt），91歲，紐西蘭皇家空軍軍官。[39]
- G·雷蒙·張（G. Raymond Chang），65歲，牙買加出生的加拿大金融分析師，前懷雅遜大學校長。[40]
- 埃里克·安德森（Eric Anderson），83歲，紐西蘭橄欖球聯盟球員（國家隊）。[41]

### 26日
- 奧列格·巴巴耶夫（烏克蘭語：Олег Бабаєв），48歲，烏克蘭政治人物，前克列緬丘格市長，中槍身亡。[42]
- 馬吉德·尼扎米，86歲，巴基斯坦報紙記者和編輯。[43]
- 查爾斯·R·拉森（Charles R. Larson），77歲，美國海軍軍官，前美國太平洋司令部太平洋司令與安纳波利斯海军学院院長。[44]
- 路易絲·斯蒂爾（Louise Shivers），84歲，美國小說家。[45]
- 羅蘭·法赫伯（德語：Roland Verhavert），87歲，比利時電影導演。[46]

### 25日
- 森·阿列夫沙強，86歲，亞美尼亞手稿學者。[47]
- 鄭維宜，34歲，臺北市立南湖高級中學女子籃球隊教練，因車禍不幸過世。[48]
- 鄭仰平，84歲，香港即時傳譯專家，曾任香港政府總會議傳譯主任，中英香港前途問題談判時任英方首席傳譯員。[49]
- 艾倫·C·格林伯格（Alan C. Greenberg），86歲，美國華爾街高層（貝爾斯登公司）。[50]
- 喬爾潘·伊翰（土耳其語：Çolpan İlhan），77歲，土耳其女演員。[51]
- 貝爾·考夫曼（Bel Kaufman），103歲，美國教師和作家。[52]
- 大久保房男（日語：大久保 房男），92歲，日本編輯及小說家。[53]
- 徐皆蘇(Chieh-Su Hsu)，93歲，中華民國中央研究院第18屆(數理科學組)院士。[54]

### 24日
- 劉彩英（韓語：유채영），40歲，原名蘇錦金（韓語：김수진），韓國歌手，電視、電影演員，演出過電視劇《嫁給百萬富翁》及電影《色即是空》、《色即是空2》、《我的B型男友》等作品，死於胃癌。[55]
- 裴益桓（韓語：배익환），58歲，韓國裔美國小提琴家。[56]
- 克里斯蒂安·福克（瑞典語：Christian Falk），52歲，瑞典歌手和貝斯手，死於胰腺癌。[57]（死亡發現日期）
- 戴義安（Ian Rees Davies），72歲，香港大學前校長。 [58]
- 戴爾·施呂特（Dale Schlueter），68歲，美國籃球運動員（波特兰开拓者），死於癌症。[59]
- 瓦迪斯瓦夫·西多羅維奇（波蘭語：Władysław Sidorowicz），68歲，波蘭政治人物。[60]
- 劉鋒，華裔美國籍藥學家，美國北卡大學教堂山分校藥學院分子藥劑系教授，遭兩名歹徒搶劫，並重擊頭部，送醫院急救無效身亡。[61]

### 23日
- 多拉·布萊恩（Dora Bryan），91歲，英國電影、電視及舞台劇女演員。[62]
- 阿里亞諾·蘇阿蘇納（葡萄牙語：Ariano Suassuna），87歲，巴西作家。[63]
- 海伦·约翰斯（Helen Johns），99歲，美國游泳運動員。[64]
- 諾曼·萊頓（Norman Leyden），96歲，美國指揮家、作曲家和音樂家。[65]
- 喬丹·泰伯（Jordan Tabor），23歲，英國足球運動員（切尔滕汉姆）。[66]

### 22日
- 約翰·布倫德爾（John Blundell），61歲，英國經濟學家和政策顧問。[67]
- 約翰·布雷耶（德語：Johann Breyer），89歲，嫌疑納粹戰犯。[68]
- 羅伯特·紐豪斯（Robert Newhouse），64歲，美國美式足球運動員（达拉斯牛仔），死於心臟疾病。[69]
- 尼燦·設拉子（希伯來語：ניצן שירזי），43歲，以色列足球運動員和經理人，死於癌症。[70]
- 路易·倫廷（Louis Lentin），80歲，愛爾蘭戲劇，電影和電視導演。[71]

### 21日
- 江獻珠，88歲，香港食譜作者，廣州著名食家江孔殷之孫女。[72]
- 凱文·斯金納（Kevin Skinner），86歲，紐西蘭橄欖球聯盟球員（國家隊）。[73]
- 里爾瓦努·盧克曼（Rilwanu Lukman），75歲，尼日利亞石油高層。[74]
- 丹·波里斯婁（Dan Borislow），52歲，美國商人。[75]
- 約翰·C·科尼（John M. Coyne），97歲，美國政治人物，前俄亥俄州布魯克林市長。[76]
- 羅伯特·威廉·唐納利（Robert William Donnelly），83歲，美國羅馬天主教主教，前天主教托萊多教區輔理主教。[77]

### 20日
- 一力一夫（日語：一力 一夫），88歲，日本企業家，前河北新報社（日语：河北新報社）社長。[78]
- 阿萊克斯·安古洛（西班牙語：Álex Angulo），61歲，西班牙演員，死於交通意外。[79]
- 廖述宗（Shutsung Liao），84歲，中華民國中央研究院第二十屆(生命科學組)院士。[80]

### 19日
- 萊昂納爾·費爾博（Lionel Ferbos），103歲，美國爵士樂小號手。[81]
- 保羅·M·弗雷斯（Paul M. Fleiss），80歲，美國兒科醫生。[82]
- 魯本·艾華斯（波蘭語：Rubem Alves），80歲，巴西作家、哲學家和神學家，死於肺炎引致的多器官功能衰竭。[83]
- 絲凱·麥蔻·芭杜席亞克（英语：Skye McCole Bartusiak），21歲，美國女演員（《孤軍雄心》）。[84]
- 約翰·法薩諾（John Fasano），52歲，美國編劇、導演和武器專家。[85]
- （James Garner），86歲，美國演員、電視名人堂（英语：Television Hall of Fame）成員。[86]

### 18日
- 佐久間一（日語：佐久 間一），79歲，日本海上自衛官（日语：自衛官），前统合幕僚监部。[87]
- 若昂·烏瓦爾多·里貝魯（波蘭語：João Ubaldo Ribeiro），73歲，巴西作家，死於肺栓塞。[88]
- 尼克·舍勒爵士（Sir Nick Scheele），70歲，英國汽車製造業高層和教育家，前福特汽车與捷豹行政總裁及華威大學校監。[89]
- 迪特馬爾·舍恩赫爾（德語：Dietmar Schönherr），88歲，奧地利演員和藝人。[90]
- 托尼·迪安（Tony Dean），65歲，英國橄欖球同盟球員，死於癌症。[91]
- 太田家元九郎（日語：太田家 元九郎），60歲，日本漫談（日语：漫談）家。[92]
- 安德烈斯·比爾曼（德語：Andreas Biermann），33歲，德國職業足球選手，效力過開姆尼茨、柏林聯盟、柏林普魯士網球、聖保利等足球俱樂部，自殺。[93]
- 张海禄，100岁，曾任中国杭州市二轻工业局顾问，病逝。[94]

### 17日
- 馬來西亞航空17號班機空難死者，共298人：
  - 約普·蘭格（荷蘭語：Joep Lange），59歲，荷蘭醫生，世界愛滋病大會前任主席。[95]
  - 格伦·托马斯（Glenn Thomas），世界卫生组织新闻发言人[96]。
  - 威廉·韋特文（荷蘭語：Willem Witteveen），62歲，荷蘭政治人物和法律學者，前荷兰国会一院議員。[97]
  - 連姆·戴維森（Liam Davison），56歲，澳洲作家。[98]
  - 舒巴·傑（Shuba Jay），38歲，馬來西亞女電視與舞台劇演員。[99]
  - 平姆·德·凱約爾（荷蘭語：Pim de Kuijer），32歲，荷蘭遊說業與政治人物。[100]
- 瑪麗·埃倫·奧特倫巴（Mary Ellen Otremba），63歲，美國政治人物，前明尼苏达州众议院議員。[101]
- 伊蓮妮·斯楚奇（Elaine Stritch），89歲，美國女演員。[102]
- 約翰·沃爾頓（John Walton），62歲，澳洲演員。[103]（死亡發現日期）
- 松岡雅俊（日語：松岡 雅俊），81歲，日本棒球運動員（東映飛人）。[104]
- 亨利·哈特斯菲爾德（Henry Hartsfield），80歲，美国国家航空航天局宇航员。[105]
- 奧托·皮納（德語：Otto Piene），86歲，德國藝術家。[106]
- 鍾慧寧，43歲，香港亞洲電視《今日睇真D》的主持人。[107]

### 16日
- 布克哈特·厄勒（德語：Burkhardt Öller），71歲，德國足球運動員（布伦瑞克、汉诺威96）。[108]（死亡發現日期）
- 西蒙·舒爾梅伊（波蘭語：Szymon Szurmiej），91歲，波蘭演員與劇院經理。[109]
- 強尼·溫特（Johnny Winter），70歲，美國藍調名人堂（英语：Blues Hall of Fame）吉他手成員。[110]
- 海因茨·澤馬內克（英语：Heinz Zemanek），94歲，奧地利電腦工程師先驅。[111]

### 15日
- 奧斯卡·阿科斯塔（Óscar Acosta），81歲，洪都拉斯作家、外交家和詩人，前洪都拉斯駐西班牙、意大利和羅馬教廷大使。[112]
- 詹姆斯·麥格雷戈·伯恩斯（James MacGregor Burns），95歲，美國歷史學家與政治學家，1971年普立茲歷史獎得主。[113]
- 約翰·米恩（John Milne），72歲，蘇格蘭廣播電台節目主持人。[114]（死亡發現日期）
- 羅伯特·A·羅（Robert A. Roe），90歲，美國政治人物，前美国众议院新澤西州第八國會選區（英语：New Jersey's 8th congressional district）議員。[115]
- 鎌田純一（日语：鎌田純一），91歲，日本歷史學家及神道學家。[116]
- 伯多祿·吉亞科莫·諾尼斯（義大利語：Pietro Giacomo Nonis），87歲，意大利羅馬天主教主教，前天主教維琴察教區主教。[117]
- 交羅·勞埃德·歐文（Gerallt Lloyd Owen），69歲，威爾士詩人。[118]

### 14日
- 萬格·莱昂内爾（葡萄牙語：Vange Leonel），51歲，巴西歌手、女性主義者與LGBT活動家，死於卵巢癌。[119]
- 小山茂樹（日語：小山 茂樹），79歲，日本政治學家。[120]
- 奧拉西奧·特羅克（西班牙語：Horacio Troche），79歲，烏拉圭足球運動員（國家隊）。[121]
- 愛麗絲·科奇曼（Alice Coachman），90歲，美國奧運選手，第一位贏得奧運金牌的黑人女性。[122]
- 麥理覺爵士（Sir Jimmy McGregor），90歲，前香港行政立法兩局議員、香港總商會前總裁。[123]

### 13日
- 陳忠經，99岁，中共情報「後三傑」，潛伏於胡宗南身邊，后为中共中央调查部副部长。在北京逝世。[124]
- 洛林·马泽尔（英語：Lorin Maazel），84歲，美國指揮家、小提琴家、作曲家和音樂總監，死於肺炎的併發症。[125]
- 揚·諾爾唐（荷蘭語：Jan Nolten），84歲，荷蘭單車賽車手，死於腦出血。[126]
- 吉姆·理察·威爾遜（Jim Richard Wilson），61歲，美國抽象藝術家和畫廊策展人，死於癌症。[127]
- 內丁·戈迪默（Nadine Gordimer），90歲，南非女作家，1991年諾貝爾文學獎獲得者。[128]

### 12日
- 內斯特·巴斯特雷克西亞（西班牙語：Nestor Basterretxea），90歲，西班牙巴斯克藝術家。[129]
- 瓦列莉亞·諾夫朵夫斯卡亞（俄語：Вале́рия Новодво́рская），64歲，俄羅斯政治人物、持不同政見者，死於敗血性休克。[130]
- 埃米爾·博布（羅馬尼亞語：Emil Bobu），81歲，羅馬尼亞共產主義活動家和政治家，前內政部部長。[131]
- 肯尼思·J·格雷（英語：Kenneth J. Gray），89歲，美國政治人物，前美国众议院伊利諾州代表議員。[132]
- 戴夫雷吉諾，50歲，美國演員，《哈利波特》電影中，飾狼人首領（Fenrir Greyback），病逝。[133]

### 11日
- 讓-路易·高斯特（法語：Jean-Louis Gauthier），58歲，法國單車賽車手。[134]
- 查理·哈登（Charlie Haden），76歲，美國爵士樂貝斯手。[135]
- 約翰·席根塔勒（John Seigenthaler），86歲，美國記者、作家。[136]
- 荷西·曼努埃爾·阿夫達拉（西班牙語：José Manuel Abdalá），58歲，墨西哥記者和政治人物，死於結腸癌。[137]
- R·佩里·比佛（R. Perry Beaver），75歲，美國馬斯科吉政治人物。[138]
- 霍華德·庫克爵士（Sir Howard Cooke），98歲，牙買加政治人物，前牙買加總督。[139]
- 雷·朗倫（Ray Lonnen），74歲，英國男演員，死於癌症。[140]
- 比尔·迈克吉尔（Bill McGill），74歲，美國籃球運動員（芝加哥西風、纽约尼克斯）。[141]
- 湯米·雷蒙（Tommy Ramone），65歲，匈牙利出生的美國摇滚名人堂唱片製作人和鼓手，死於膽管癌。[142]

### 10日
- 葛宝丰，91岁，中国骨科医学专家，中国工程院院士。[143]
- 艾琳·福特（Eileen Ford），92歲，美國模特兒公司總裁，死於跌倒的併發症。[144]
- 河原溫（日語：河原 温），81歲，日本出生的美國演員。[145]
- 約扎斯·卡齊卡斯（義大利語：Juozas Kazickas），96歲，立陶宛億萬富翁、慈善家。[146]
- 左拉·塞格兒，102歲，印度女演員和編舞家。[147]

### 9日
- 大衛·阿茲里利（希伯來語：דוד עזריאלי），92歲，波蘭裔加拿大 - 以色列億萬富翁房地產和金融高管。[148]
- 洛倫佐·阿爾瓦雷斯·弗勞蘭丁（西班牙語：Lorenzo Álvarez Florentín），87歲，巴拉圭作曲家和小提琴家。[149]
- 穆罕默德·莫哈馬迪·吉拉尼（波斯語：محمد محمدی گیلانی），86歲，伊朗法官和政治人物。[150]
- 艾哈邁德·謝赫·賈瑪（阿拉伯語：أحمد الشيخ جاما），索馬里政治人物和詩人。[151]
- 肯·索恩（Ken Thorne），90歲，英國電視和電影配樂作曲家。[152]

### 8日
- 約翰·V·埃文斯（John V. Evans），89歲，美國政治人物，前爱达荷州州长。[153]
- 賓·潘格里南（Ben Pangelinan），58歲，美國查莫洛政治人物，前關島議會成員，死於癌症。[154]
- 普林尼·德·阿魯達·桑帕伊奧（葡萄牙語：Plínio de Arruda Sampaio），83歲，巴西政治人物。[155]
- 瑪沁·考克倫（Maxine Cochran），87歲，加拿大政治人物。[156]
- 湯姆·科林斯（Tom Collings），75歲，英國出生的加拿大聖公會主教。[157]
- 湯姆·費維薩（Tom Veryzer），61歲，美國棒球運動員（底特律老虎、芝加哥小熊）。[158]

### 7日
- 全炳浩（韓語：전병호），88歲，朝鲜政治人物，朝鲜核研发领军人。急性心肌梗塞于平壤逝世。[159]
- 爱德华·谢瓦尔德纳泽，86歲，前苏联外交部长，格鲁吉亚前总统[160]。
- 阿爾弗雷多·迪·斯蒂法諾（西班牙語：Alfredo Di Stéfano），88歲，義大利裔阿根廷足球運動員及領隊，死於心臟病發。[161]
- 法朗西斯科·加比卡（西班牙語：Francisco Gabica），76歲，西班牙單車選手，1966年度环西自行车赛冠軍，死於心臟外科手術期間的併發症。[162]
- 博拉·托多羅維奇，83歲，南斯拉夫和塞爾維亞演員。[163]
- 彼得·安德伍德（Peter Underwood），76歲，前塔斯马尼亚总督，死於腎臟腫瘤的併發症。[164]

### 6日
- 卡斯楚（Castro），32歲，加納音樂家，溺斃。[165]
- 貝內迪托·德·阿西斯·達·席爾瓦（葡萄牙語：Benedito de Assis da Silva），61歲，巴西足球運動員（富明尼斯），死於多重器官衰竭。[166]
- 戴夫·畢克斯（Dave Bickers），76歲，英國越野車車手和電影特技演員（《鐵金剛勇破爆炸黨》）。[167]
- 金·霍奇斯（Gene Hodges），77歲，美國政治人物，前佛罗里达州众议院議員。[168]
- 麥基，79歲，香港粵語長片演員，邵氏旗下藝人，飾演奸角聞名。[169]
- 赫伯特·博曼（Herbert Berman），80歲，美國政治人物，前紐約市議會議員。[170]
- 艾倫·J·狄克遜（Alan J. Dixon），86歲，美國政治人物，前美国参议院伊利诺伊州代表議員、伊利諾伊州司庫（英语：Illinois Treasurer）和州務卿（英语：Illinois Secretary of State）。[171]
- 安德魯·芒格奧（Andrew Mango），88歲，土耳其出生的英國記者（BBC）。[172]
- 阿爾伯特·麥克唐納（Albert McDonald），83歲，美國政治人物，前亚拉巴马州参议院議員。[173]
- 凱西·史杜拔（Kathy Stobart），89歲，英國爵士薩克斯風手。[174]
- 詹姆斯·柯林頓·特克（James Clinton Turk），91歲，美國法官，前美国弗吉尼亚西区联邦地区法院首席法官。[175]
- 大衛·勒格諾（Dave Legeno），50歲，哈利波特系列中，飾演效忠佛地魔的奸角狼人首領芬里爾格雷伯克（Fenrir Greyback）英國演員，中暑身亡。[176]

### 5日
- 莎莉法·艾尼（Sharifah Aini），61歲，新加坡出生的馬來西亞歌手，死於肺纖維化併發症。[177]
- 弗拉基米爾·沙博丹（烏克蘭語：Володимир Сабодан），78歲，烏克蘭東正教都主教，前莫斯科宗主教聖統的烏克蘭正教會首席，死於內部出血。[178]
- 施金輝，52歲，台灣膠彩畫家，溺斃。[179]
- 柏度·德布雷托（葡萄牙語：Pedro DeBrito），55歲，佛得角出生的美國足球運動員，死於交通意外。[180]
- 約翰·約布斯特（John Jobst），94歲，德國出生的澳洲天主教主教，前天主教布魯姆教區主教。[181]
- 漢斯-烏爾里希·韋勒（德語：Hans-Ulrich Wehler），82歲，德國歷史學家。[182]
- 埃莉诺·戈登（Elenor Gordon），80歲，蘇格蘭游泳運動員，蘇格蘭第一位英聯邦運動會金牌得主。[183]（死亡發現日期）

### 4日
- 卡門·奧爾尼略斯（西班牙語：Carmen Hornillos），52歲，西班牙記者和電視節目主持人，死於癌症。[184]
- 喬吉奧·法萊蒂（義大利語：Giorgio Faletti），63歲，意大利作家、演員和歌手，死於腫瘤。[185]
- 托里爾·科斯達·豪格爾（挪威語：Torill Thorstad Hauger），71歲，挪威兒童小說作家和插畫家。[186]
- 厄爾·羅賓遜（Earl Robinson），77歲，美國棒球運動員（洛杉矶道奇、巴尔的摩金莺）。[187]
- 李察·梅隆·斯凱夫（Richard Mellon Scaife），82歲，美國億萬富翁、慈善家、報紙出版商和政治活動家，死於癌症。[188]
- 李福和，97歲，香港銀行家，李佩材家族成員、東亞銀行主席（1984年－1997年）、行政立法兩局非官守議員。[189]

### 3日
- 安妮克·奧諾雷（法語：Annik Honoré），56歲，比利時音樂記者和推廣員。[190]
- 扎勒曼·沙克特-沙洛米（Zalman Schachter-Shalomi），89歲，烏克蘭裔美國猶太拉比。[191]
- 春一番（日語：春一番），47歲，原名春花直樹（日語：春花 直樹），日本搞笑藝人，死於肝硬化。[192]
- 張劍寒，86歲，國立台灣大學政治學系名譽教授，曾任台大政治系主任、台大法學院院長，疑似溺水身亡。[193]

### 2日
- 艾米里俄·阿爾瓦雷斯·蒙塔望（西班牙語：Emilio Álvarez Montalván），94歲，尼加拉瓜眼科醫生。[194]
- 艾瑞·鮑爾（Errie Ball），103歲，威爾士裔美國高爾夫球手，自然逝世。[195]
- 查德·布朗（Chad Brown），52歲，美國職業撲克選手和演員，死於脂肪肉瘤。[196]
- 韋恩·K·加里（Wayne K. Curry），63歲，美國政治人物，前喬治王子縣縣長，死於肺癌。[197]
- 洛林·埃利奧特（Lorraine Elliott），70歲，澳洲政治人物，死於乳腺癌併發症。[198]
- 安立奎·拉博·雷沃雷多（西班牙語：Enrique Labo Revoredo），75歲，秘魯足球裁判。[199]
- 路易斯·贊佩里尼（Louis Zamperini），97歲，美國奧運長跑運動員、軍官、戰俘，死於肺炎。[200]

### 1日
- 奧馬魯·迪科（Umaru Dikko），79歲，尼日利亞政治人物。[201]
- 鮑伯·瓊斯（Bob Jones），59歲，英國政治人物。[202]
- 阿納托利·科爾努科夫（俄語：Анатолий Корнуков），72歲，俄羅斯蘇聯時期軍官、前俄羅斯空軍統帥。[203]
- 加隆·讓（法語：Jean Garon），76歲，加拿大魁北克政治人物。[204]
- 史蒂芬·加斯金（Stephen Gaskin），79歲，美國反文化人物、和平活動家和公社創始人。[205]
- 格雷姆·麥馬漢（Graeme McMahon），74歲，澳洲澳大利亞澳式足球聯盟高管、前阿辛頓澳式足球會主席，死於胰腺癌。[206]
- 沃爾特·迪恩·邁亞斯（Walter Dean Myers），76歲，美國兒童文學作家。[207]
- 弗雷德里克·I·奧德韋三世（英语：Frederick I. Ordway III），87歲，美國太空科學家。[208]
- 塞思·J·泰勒（英语：Seth J. Teller），50歲，美國計算機工程師和科學家。[209]
- 戴维·格林格拉斯（David Greenglass），92岁，美国人，间谍。曾经参加美国研制第一颗原子弹的“曼哈顿计划”，并向苏联提供有关机密情报。[210]